# Veitchs Tanne
Veitchs Tanne (Abies veitchii) ist eine Pflanzenart aus der Gattung der Tannen (Abies) in der Familie der Kieferngewächse (Pinaceae).

## Beschreibung

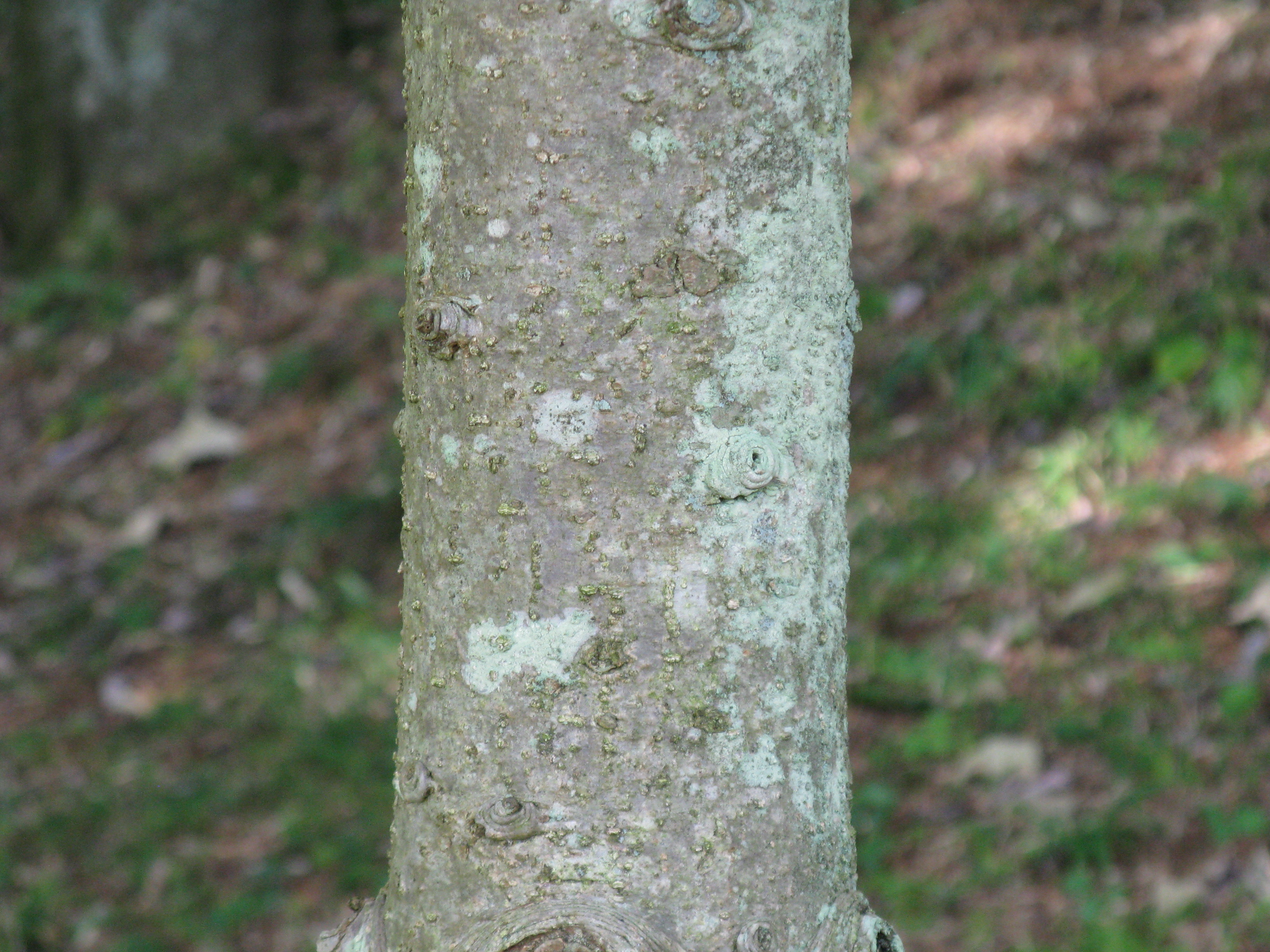
Borke

Veitchs Tanne ist ein immergrüner, relativ kurzlebiger Baum (etwa 100 Jahre), der Wuchshöhen von bis 25 Meter erreicht. Veitchs Tanne bildet eine schmal kegelförmige Baumkrone aus, die bei älteren Bäumen meist säulenförmig wird. Die Zweige aus dem unteren Teil der Krone sind oft nach oben gebogen, so dass die silbrigen Unterseiten der Benadelung sichtbar sind; aus der Ferne wirkt der Baum dann wie bereift. Die Zweige im oberen Teil der Krone sind waagrecht oder leicht nach unten gebogen. Veitchs Tanne ist in den ersten fünf Jahren die am raschesten wachsende von allen Tannen-Arten; im 3. Jahr wächst sie etwa 15 Zentimeter, im 4. Jahr bis 60 Zentimeter. Der Austrieb erfolgt erst Mitte Juni und damit am spätesten von allen Tannenarten. Die Zweige wachsen bis August.
Die Borke ist graubraun bis grau. Sie ist glatt mit waagerechten Linien und weißlichen Flecken an alten Bäumen. Der Stamm weist tiefe Riefen auf und bildet große Vertiefungen unter den Astansätzen. Die Rinde der Zweige ist blass graugelb, leicht gerippt und mehr oder weniger behaart. Die Knospen sind rot bis purpurfarben. Alle Nadeln zeigen nach vorne zur Zweigspitze. Die Nadeln stehen dicht; sie sind dunkelgrün und etwas glänzend; unterseits tragen sie zwei breite, glänzende, silberne Bänder. Die Nadeln sind bis 2,5 Zentimeter lang; sie werden bis kurz vor der Spitze allmählich breiter. Die zerriebenen Nadeln duften nach Harz.
Die männlichen Zapfen sind klein und kugelig; sie sitzen auf der Zweigunterseite. Die weiblichen Zapfen stehen aufrecht; sie sind 2 bis 3 Zentimeter lang und kräftig rot. Die daraus entstehenden Zapfen sind 6 bis 8 Zentimeter lang und etwa 2,5 Zentimeter breit. Sie sind purpurblau und zylindrisch mit 2 bis 3 Millimeter weit vorragenden Deckschuppen. Die reifen Zapfen sind braun. Auch junge Bäume setzen schon Zapfen an.
Die Chromosomenzahl beträgt 2n = 24.

## Verbreitung und Nutzung
Veitchs Tanne ist in Zentral-Japan auf nur zwei Inseln heimisch. Ihr natürliches Areal ist eine 60 Hektar große Fläche auf der Insel Hondo und die Insel Shikoku.
In Mitteleuropa ist Veitchs Tanne nicht häufig, aber hin und wieder in Parks zu finden.

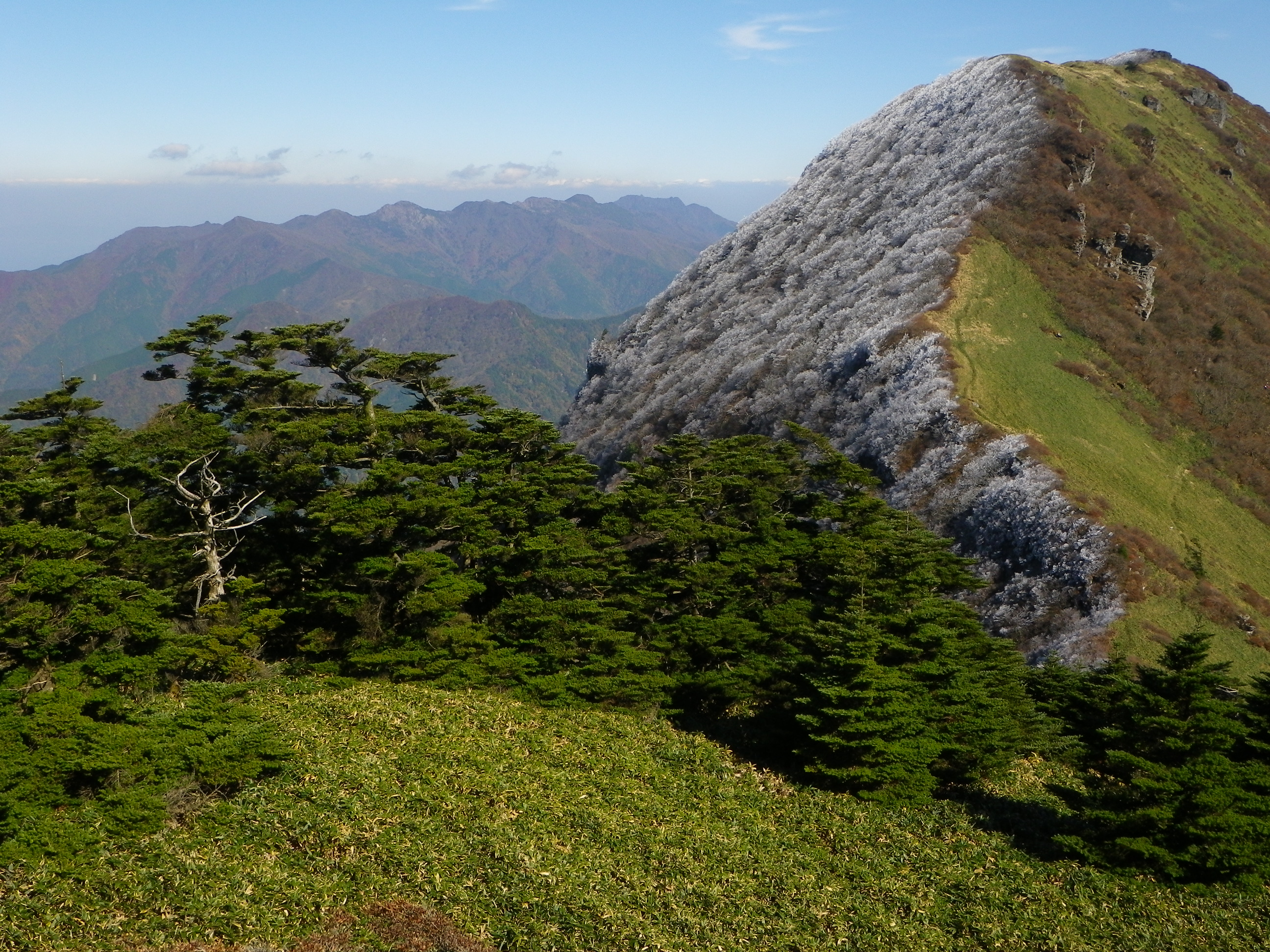
Habitus im Habitat von Abies veitchii var. sikokiana

## Systematik
Die Erstbeschreibung von Abies veitchii erfolgte 1861 durch John Lindley. Das Artepitheton veitchii ehrt John Gould Veitch, der die Vegetation Japans untersuchte. Abies veitchii gehört zur Sektion Balsameae in der Gattung Abies.
Es können zwei Varietäten unterschieden werden:
- Abies veitchii Lindl. var. veitchii: Sie kommt auf Honshu und Shikoku vor.[3]
- Abies veitchii Lindl. var. sikokiana (Nakai) Kusaka (Syn.: Abies sikokiana Nakai, Abies veitchii subsp. sikokiana (Nakai) Silba): Dieser Endemit kommt nur auf der japanischen Insel Shikoku vor.[2] Sie gilt bei wenigen Autoren als eigene Art.